# Gran Premi d'Europa del 1985
El Gran Premi d'Europa de la temporada 1985 va ser disputat el 6 d'octubre de 1985, al circuit de Brands Hatch.

## Resultats de la cursa
| Pos | No | Pilot              | Equip                    | Voltes | Temps/ Retirada  | Pos. de sortida | Punts |
| --- | -- | ------------------ | ------------------------ | ------ | ---------------- | --------------- | ----- |
| 1   | 5  | Nigel Mansell      | Williams - Honda         | 75     | 1h 32' 58. 1     | 3               | 9     |
| 2   | 12 | Ayrton Senna       | Lotus - Renault          | 75     | + 21.396 s       | 1               | 6     |
| 3   | 6  | Keke Rosberg       | Williams - Honda         | 75     | + 58.533 s       | 4               | 4     |
| 4   | 2  | Alain Prost        | McLaren - TAG            | 75     | + 1' 06.121 min. | 6               | 3     |
| 5   | 11 | Elio de Angelis    | Lotus - Renault          | 74     | + 1 Volta        | 9               | 2     |
| 6   | 18 | Thierry Boutsen    | Arrows - BMW             | 73     | + 2 Voltes       | 12              | 1     |
| 7   | 1  | John Watson        | McLaren - TAG            | 73     | + 2 Voltes       | 21              |       |
| 8   | 25 | Philippe Streiff   | Ligier - Renault         | 73     | + 2 Voltes       | 5               |       |
| 9   | 22 | Riccardo Patrese   | Alfa Romeo               | 73     | + 2 Voltes       | 11              |       |
| 10  | 17 | Gerhard Berger     | Arrows - BMW             | 73     | + 2 Voltes       | 19              |       |
| 11  | 23 | Eddie Cheever      | Alfa Romeo               | 73     | + 2 Voltes       | 18              |       |
| 12  | 15 | Patrick Tambay     | Renault                  | 72     | + 3 Voltes       | 17              |       |
| 13  | 8  | Marc Surer         | Brabham - BMW            | 62     | Turbo            | 7               |       |
| Ret | 28 | Stefan Johansson   | Ferrari                  | 59     | Part elèctrica   | 13              |       |
| Ret | 26 | Jacques Laffite    | Ligier - Renault         | 58     | Motor            | 18              |       |
| Ret | 30 | Christian Danner   | Zakspeed                 | 55     | Motor            | 25              |       |
| Ret | 4  | Ivan Capelli       | Tyrrell - Renault        | 44     | Accident         | 24              |       |
| Ret | 3  | Martin Brundle     | Tyrrell - Renault        | 40     | Pèrdua d'aigua   | 16              |       |
| Ret | 19 | Teo Fabi           | Toleman - Hart           | 33     | Motor            | 20              |       |
| Ret | 9  | Philippe Alliot    | RAM - Hart               | 31     | Motor            | 23              |       |
| Ret | 20 | Piercarlo Ghinzani | Toleman - Hart           | 16     | Motor            | 14              |       |
| Ret | 33 | Alan Jones         | Lola - Hart              | 13     | Radiador         | 22              |       |
| Ret | 27 | Michele Alboreto   | Ferrari                  | 13     | Turbo            | 15              |       |
| Ret | 7  | Nelson Piquet      | Brabham - BMW            | 6      | Accident         | 2               |       |
| Ret | 16 | Derek Warwick      | Renault                  | 4      | Injecció         | 8               |       |
| Ret | 29 | Pierluigi Martini  | Minardi - Motori Moderni | 3      | Accident         | 26              |       |

## Altres
- Pole: Ayrton Senna 1' 07. 169

- Volta ràpida: Jacques Laffite 1' 11. 526 (a la volta 55)